# Kenney (Illinois)
Kenney es una villa ubicada en el condado de DeWitt en el estado estadounidense de Illinois. En el Censo de 2010 tenía una población de 326 habitantes y una densidad poblacional de 418,17 personas por km².

## Geografía
Kenney se encuentra ubicada en las coordenadas 40°5′52″N 89°5′10″O / 40.09778, -89.08611. Según la Oficina del Censo de los Estados Unidos, Kenney tiene una superficie total de 0.78 km², de la cual 0.78 km² corresponden a tierra firme y (0%) 0 km² es agua.

## Demografía
Según el censo de 2010, había 326 personas residiendo en Kenney. La densidad de población era de 418,17 hab./km². De los 326 habitantes, Kenney estaba compuesto por el 98.47% blancos, el 0% eran afroamericanos, el 0% eran amerindios, el 0.31% eran asiáticos, el 0% eran isleños del Pacífico, el 0% eran de otras razas y el 1.23% pertenecían a dos o más razas. Del total de la población el 0.61% eran hispanos o latinos de cualquier raza.